# Spelaeomysis villalobosi
Spelaeomysis villalobosi är en kräftdjursart som beskrevs av Garcia-Garza et al. 1996. Spelaeomysis villalobosi ingår i släktet Spelaeomysis och familjen Lepidomysidae. Inga underarter finns listade i Catalogue of Life.